# Wampir: biografia symboliczna

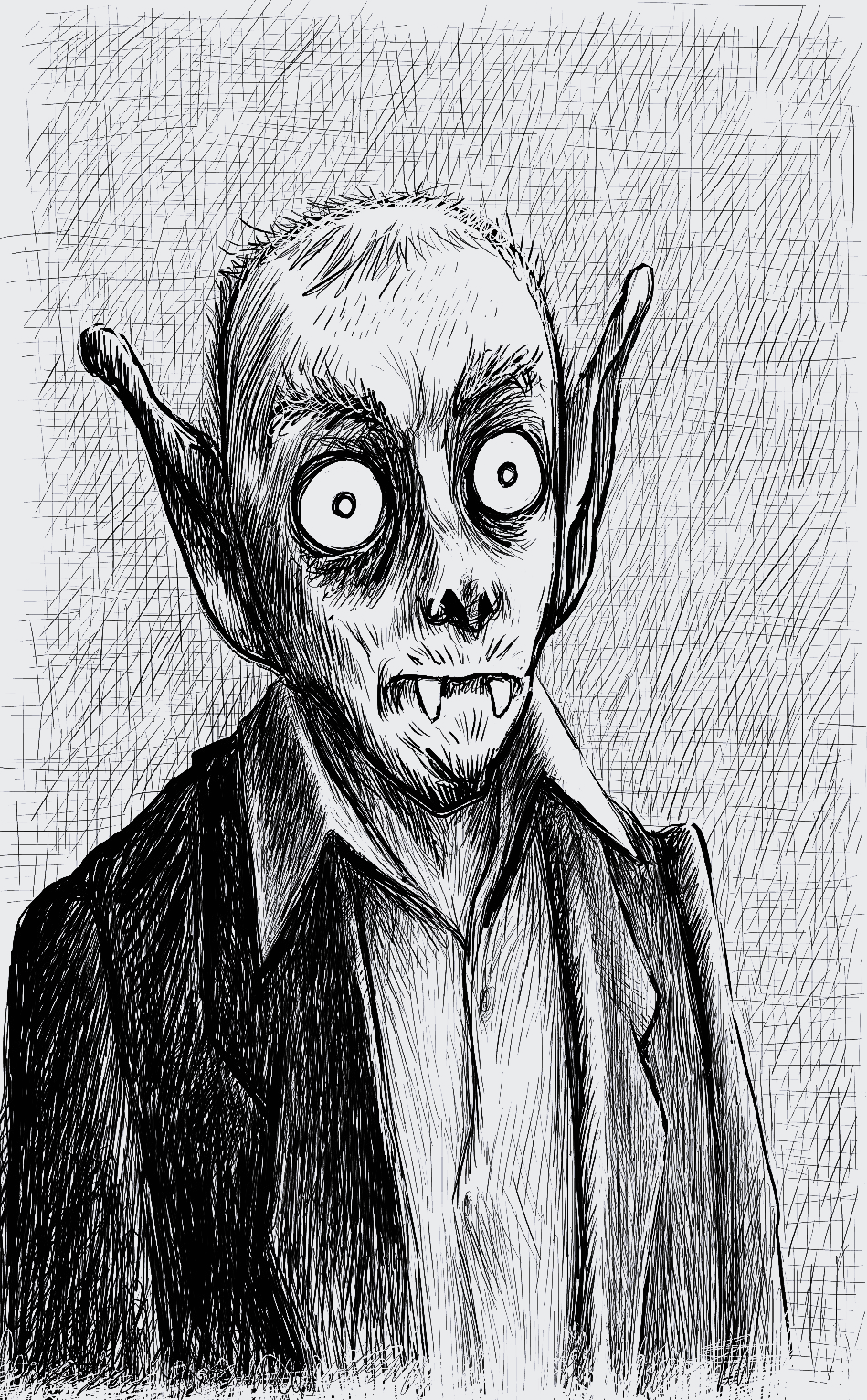
Wampir

Wampir. Biografia symboliczna – książka Marii Janion z 2002 roku. Opisuje mit wampiryczny i jego liczne aspekty: (antropologiczny, historyczny, folklorystyczny, literacki, filmowy, psychologiczny i psychoanalityczny). Autorka przybliża czytelnikom proces kształtowania się mitu. Śledząc rozwój zainteresowania tematem od Goethego do czasów współczesnych, stara się odpowiedzieć na pytanie, dlaczego motyw wampira stał się  jednym z najpotężniejszych obrazów literackich XX wieku. Integralną część książki stanowi antologia tekstów literackich związanych z wampirem. 

## Symbolika wampira
Wampir to fantazmat, który zarazem przyciąga i odpycha ludzi. Mieści się w sferze abiektalnej. Wampiryzm jest odpowiedzią na lęk przed śmiercią, przed okropieństwem rozkładu ludzkiego ciała (wampir jest nieśmiertelny, jego ciało nie ulega gniciu). Jest wyrazem ukrytych pragnień i fantazji seksualnych, w szczególności tych piętnowanych przez obyczaj społeczny (zarówno niepożądany erotyzm, jak i heteroseksualizm oraz homoseksualizm, sadyzm, nekrofilia). Wampir reprezentuje to, co zakazane, stoi w opozycji do wierzeń chrześcijańskich. Jego obyczaj picia krwi, która ma zapewnić mu ziemską nieśmiertelność, jest odwróceniem znaczeń sakramentu eucharystii.

## Wampir w literaturze
Badaczka pisze o legendarnym hrabi Drakuli i jego historycznym pierwowzorze, zwanym Palownikiem, oraz ludowych śladach istnienia mitu. Szuka etymologii pojęcia wampir, wskazuje na jego powinowactwo ze słowami upiór i wilkołak. Jako pierwszą jego nowożytną artystyczną realizację wskazuje Narzeczoną z Koryntu Goethego. Analizuje wysyp XIX- i XX-wiecznej literatury wampirycznej. Więcej uwagi poświęca twórczości Edgara Allana Poe, którą określa mianem wampiryzmu platonicznego, wampirom w powieściach gotyckich, przypomina o wampirycznych wątkach w Dziadach Adama Mickiewicza, Drakuli Brama Stokera (tu zauważa, że pisarz głośno broniący wartości moralnych epoki wiktoriańskiej stał się nieświadomym autorem obrazu ludzkiego pożądania i zakazanych praktyk seksualnych), cyklowi o wampirach Anne Rice (ten obraz wampira choć posiada wiele cech typowych, to jednak rozmija się ze zwyczajowym ujęciem tematu; Janion tworzy na określenie tego typu wampiryzmu pojęcie wampira "orleańskiego" w opozycji do tradycyjnego wampira "bałkańskiego").

## Szersze znaczenie terminu

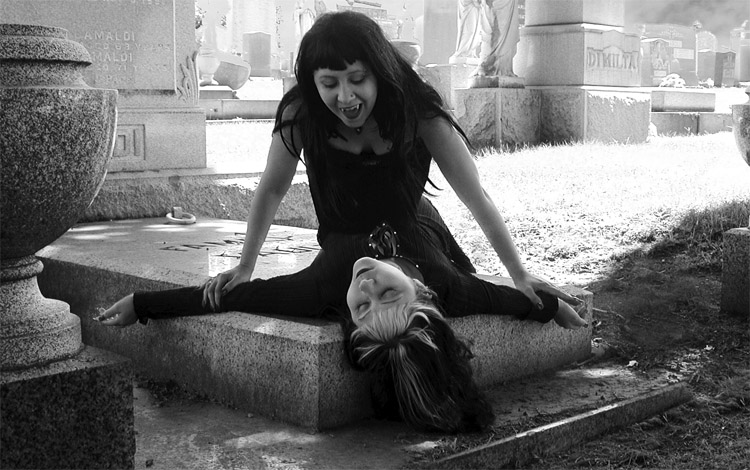
Wampir może symbolizować ukryte erotyczne pragnienia

Maria Janion zajmuje się także innymi sensami pojęcia, które uległo transgresji (jego znaczenie uległo rozszerzeniu). Bada zjawisko nekrofilii jako odwrócenia motywu wampirycznego: tu żywy człowiek niepokoi zmarłego w celu zaspokojenia seksualnego. Śledzi historie morderców zwanych wampirami, którzy czerpali przyjemność z pastwienia się nad ciałami swoich ofiar. Wskazuje na próby racjonalnej, medycznej diagnozy wampirów. Może nim być osoba, cierpiąca na różnego rodzaju obłędy, schizofrenię lub też  porfirię albo wściekliznę.
Szczególną rolę w fantazmatach wampirycznych odgrywają kobiety. Ścierają się tu dwa obrazy. Pierwszy z nich to kobieta, której naturalną cechą zgodnie z przyjętym stereotypem jest uległość. Staje się ona narzędziem i medium potwora-magnetyzera. Drugi biegun stanowi kobieta-wamp, która jest ucieleśnieniem męskich lęków przed siłą niekontrolowanego, kobiecego pożądania. 

## Recenzje książki
- Marek Mikos: Wampir. Biografia symboliczna. Wyborcza.pl, 2003-07-24. [dostęp 2011-02-11].

- Piotr Sarota: Wampir. Biografia symboliczna (Maria Janion). efantastyka.pl, 2010-08-18. [dostęp 2011-02-11].